# Paradise Cay
Paradise Cay è un'area non incorporata degli Stati Uniti d'America, nella contea di Marin, nello stato della California.